# Communauté de communes de la Vallée de la Doller et du Soultzbach
La communauté de communes de la Vallée de la Doller et du Soultzbach est une communauté de communes française, située dans la circonscription administrative du Haut-Rhin et la collectivité européenne d'Alsace.

## Histoire
La communauté de communes de la Vallée de la Doller et du Soultzbach a été créée par arrêté préfectoral le 17 décembre 2001 par transformation du SIVOM de la Doller qui existait depuis 1976.

## Territoire communautaire

### Composition
La communauté de communes est composée des 15 communes suivantes :

| Nom                          | Code Insee | Gentilé       | Superficie (km2) | Population (dernière pop. légale) | Densité (hab./km2) |
| ---------------------------- | ---------- | ------------- | ---------------- | --------------------------------- | ------------------ |
| Masevaux-Niederbruck (siège) | 68201      |               | 26,99            | 3 615 (2022)                      | 134                |
| Burnhaupt-le-Bas             | 68059      | Burnhauptois  | 11,77            | 1 981 (2022)                      | 168                |
| Burnhaupt-le-Haut            | 68060      |               | 12,49            | 1 753 (2022)                      | 140                |
| Dolleren                     | 68073      | Dollerois     | 8,37             | 460 (2022)                        | 55                 |
| Guewenheim                   | 68115      | Guewenheimois | 8,55             | 1 353 (2022)                      | 158                |
| Le Haut Soultzbach           | 68219      |               | 11,6             | 867 (2022)                        | 75                 |
| Kirchberg                    | 68167      | Kirchbergeois | 6,74             | 716 (2022)                        | 106                |
| Lauw                         | 68179      | Lauwois       | 4,61             | 896 (2022)                        | 194                |
| Oberbruck                    | 68239      | Oberbruckois  | 4,3              | 390 (2022)                        | 91                 |
| Rimbach-près-Masevaux        | 68275      | Rimbachois    | 16,66            | 433 (2022)                        | 26                 |
| Sentheim                     | 68304      | Sentheimois   | 6,18             | 1 534 (2022)                      | 248                |
| Sewen                        | 68307      | Sewenois      | 21,5             | 488 (2022)                        | 23                 |
| Sickert                      | 68308      | Sickertois    | 5,12             | 331 (2022)                        | 65                 |
| Soppe-le-Bas                 | 68313      | Bas-Soppois   | 5,68             | 780 (2022)                        | 137                |
| Wegscheid                    | 68361      | Wegscheidois  | 10,06            | 317 (2022)                        | 32                 |

### Démographie
| 1968   | 1975   | 1982   | 1990   | 1999   | 2010   | 2015   | 2016   | 2017   |
| ------ | ------ | ------ | ------ | ------ | ------ | ------ | ------ | ------ |
| 11 892 | 12 190 | 12 613 | 13 548 | 14 598 | 16 023 | 16 267 | 16 247 | 16 281 |

| 2018   | 2019   | 2020   | 2021   | - | - | - | - | - |
| ------ | ------ | ------ | ------ | - | - | - | - | - |
| 16 083 | 16 007 | 15 972 | 15 897 | - | - | - | - | - |

## Administration

### Siège
Le siège de la communauté de communes est à Masevaux-Niederbruck, 9 place des Alliés.

### Tendances politiques
| Commune               | Maire                   | Étiquette | Étiquette |
| --------------------- | ----------------------- | --------- | --------- |
| Burnhaupt-le-Bas      | Alain Grieneisen        |           | DVG       |
| Burnhaupt-le-Haut     | Véronique Sengler-Waltz |           | SE        |
| Dolleren              | Sébastien Reymann       |           | SE        |
| Guewenheim            | Jean-Luc Barberon       |           | DVG       |
| Le Haut Soultzbach    | Franck Dudt             |           | PS        |
| Kirchberg             | Fabienne Orlandi        |           | DVD       |
| Lauw                  | Émile Ehret             |           | DVD       |
| Masevaux-Niederbruck  | Maxime Beltzung         |           | LR        |
| Oberbruck             | Jacques Behra           |           | DVD       |
| Rimbach-près-Masevaux | Michel Dallet           |           | PS        |
| Sentheim              | Bernard Hirth           |           | UDI       |
| Sewen                 | Hubert Fluhr            |           | SE        |
| Sickert               | Bertrand Hirth          |           | SE        |
| Soppe-le-Bas          | Jean-Julien Weiss       |           | SE        |
| Wegscheid             | Jean-Marie Berlinger    |           | SE        |

### Conseil communautaire
Les 31 conseillers titulaires sont ainsi répartis selon le droit commun comme suit :
| Nombre de conseillers | Communes |
| --------------------- | --- |
| 8                     | Masevaux-Niederbruck |
| 3                     | Burnhaupt-le-Bas, Burnhaupt-le-Haut, Sentheim                                                                            |
| 2                     | Guewenheim |
| 1                     | Dolleren, Le Haut Soultzbach, Kirchberg, Lauw, Oberbruck, Rimbach-près-Masevaux, Sewen, Sickert, Soppe-le-Bas, Wegscheid |

### Élus
La communauté de communes est administrée par son conseil communautaire constitué en 2020 de 31 conseillers communautaires, qui sont des conseillers municipaux représentant chacune des communes membres.
À la suite des élections municipales de 2020 dans le Haut-Rhin, le conseil communautaire du 8 juin 2020 a élu son président, Christophe Beltzung, maire délégué de Mortzwiller, ainsi que ses 8 vice-présidents. Depuis cette date, la liste des vice-présidents est la suivante :
|     | Attributions                                 | Identité          | Qualité                                            |
| --- | -------------------------------------------- | ----------------- | -------------------------------------------------- |
| 1er | Finances et services à la population         | Bernard Hirth     | Maire de Sentheim                                  |
| 2e  | Travaux, développement durable et SPANC      | Fabienne Orlandi  | Maire de Kirchberg                                 |
| 3e  | Économie et communication                    | Maxime Beltzung   | Maire de Masevaux-Niederbruck, conseiller d'Alsace |
| 4e  | Vie associative, culture, éducation et sport | Claire Freitag    | Adjointe au maire d'Oberbruck                      |
| 5e  | Personnel                                    | Jean-Luc Barberon | Maire de Guewenheim                                |
| 6e  | Tourisme, agriculture et forêt               | Bertrand Hirth    | Maire de Sickert                                   |
| 7e  | Mobilité, mutualisation et prospective       | Philippe Schoen   | Conseiller municipal à Burnhaupt-le-Haut           |
| 8e  | Urbanisme et ordures ménagères               | Émile Ehret       | Maire de Lauw                                      |

### Liste des présidents
| Période                                    | Période                   | Identité            | Étiquette       | Qualité |
| ------------------------------------------ | ------------------------- | ------------------- | --------------- | --- |
| Syndicat intercommunal à vocation multiple |                           |                     |                 | |
| Les données manquantes sont à compléter.   |                           |                     |                 | |
| ?                                          | ?                         | Louis Uhlrich       | CD puis UDF-CDS | Conseiller général de Masevaux (1956 → 1992)                                                                             |
| 1995                                       | 2002                      | Roger Gaugler       | UDF             | Maire de Sickert (1983 → 2018)                                                                                           |
| Communauté de communes                     |                           |                     |                 | |
| janvier 2002                               | avril 2014                | Roger Gaugler       | UDF puis UMP    | Maire de Sickert (1983 → 2018)                                                                                           |
| avril 2014                                 | juin 2020                 | Laurent Lerch       | UDI             | Maire de Masevaux-Niederbruck (2016 → 2020) Maire de Masevaux (2008 → 2015) Conseiller général de Masevaux (2011 → 2015) |
| juin 2020                                  | En cours (au 8 juin 2020) | Christophe Beltzung |                 | Maire délégué de Mortzwiller (2016 → )                                                                                   |

### Régime fiscal et budget
La communauté de communes est un établissement public de coopération intercommunale à fiscalité propre.
Afin de financer l'exercice de ses compétences, l'intercommunalité perçoit la fiscalité professionnelle unique (FPU) – qui a succédé à la taxe professionnelle unique (TPU) – et assure une péréquation de ressources entre les communes résidentielles et celles dotées de zones d'activité.

## Transports
La communauté de communes est devenue autorité organisatrice de la mobilité (AOM).

### Impact énergétique et climatique

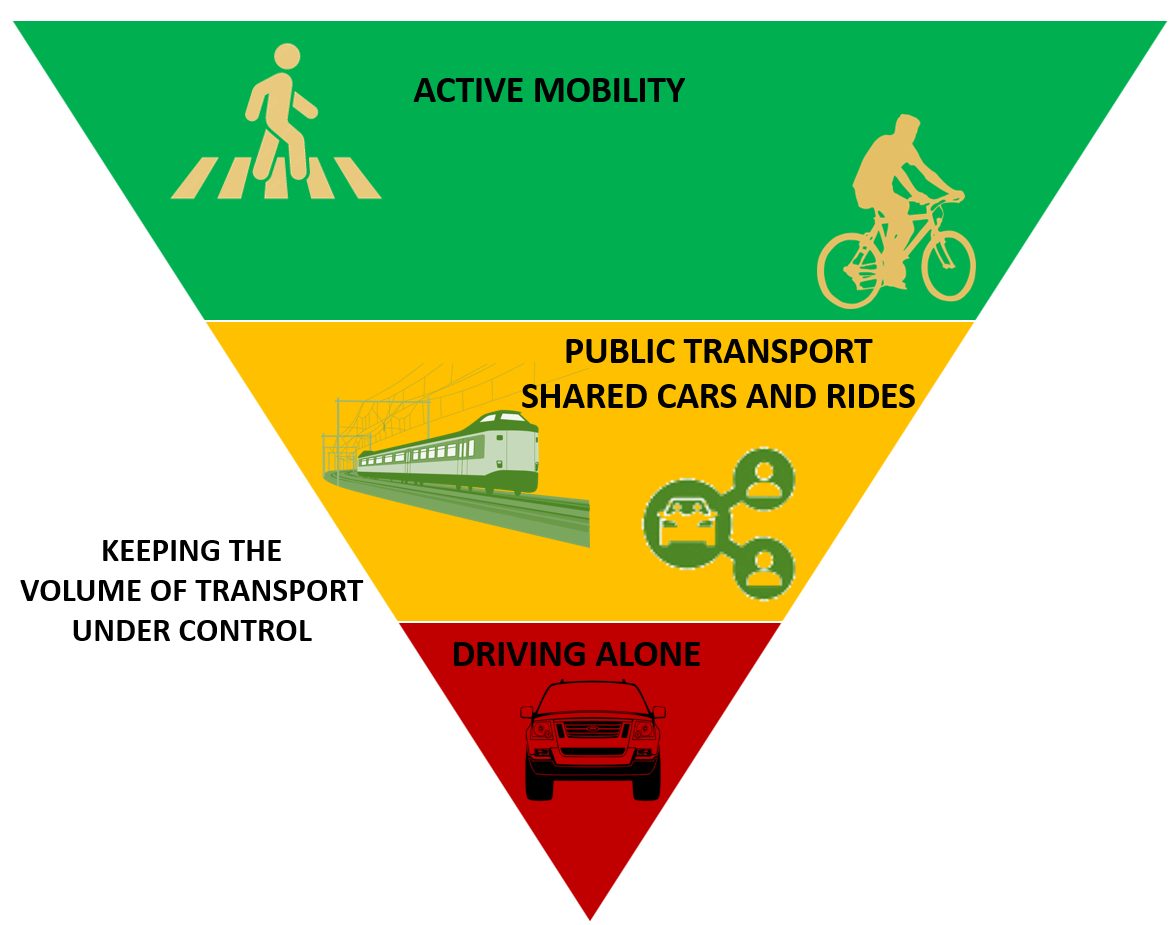
Pyramide de la mobilité, proposée par le projet européen Share North.

| -                              | Transports routiers | Autres transports |
| ------------------------------ | ------------------- | ----------------- |
| Carburant (GWh)                | 166                 | 0                 |
| Électricité (GWh)              | 0                   | 0                 |
| Gaz à effet de serre (ktéqCO2) | 42                  | 0                 |

## Énergie et climat
Dans le cadre du schéma régional d'aménagement, de développement durable et d'égalité des territoires (SRADDET) du Grand Est, ATMO Grand Est tient à jour les statistiques énergétiques  des établissements publics de coopération intercommunale de la collectivité européenne d'Alsace sous forme de diagramme de flux.
L'énergie finale annuelle, consommée en 2020, est exprimée en gigawatts-heures,.
| -                          | GWh |
| -------------------------- | --- |
| Électricité                | 95  |
| Carburants ou combustibles | 322 |
| Chaleur primaire           | 16  |

L'énergie produite en 2020 est également exprimée en gigawatts-heures.
| -                          | GWh |
| -------------------------- | --- |
| Électricité                | 2   |
| Carburants ou combustibles | 163 |
| Chaleur primaire           | 16  |

Les gaz à effet de serre sont exprimés en kilotonnes équivalent CO2.
| -                     | ktéqCO2 |
| --------------------- | ------- |
| Liées à l'énergie     | 70      |
| Non liées à l'énergie | 12      |